# Hiraga Gennai

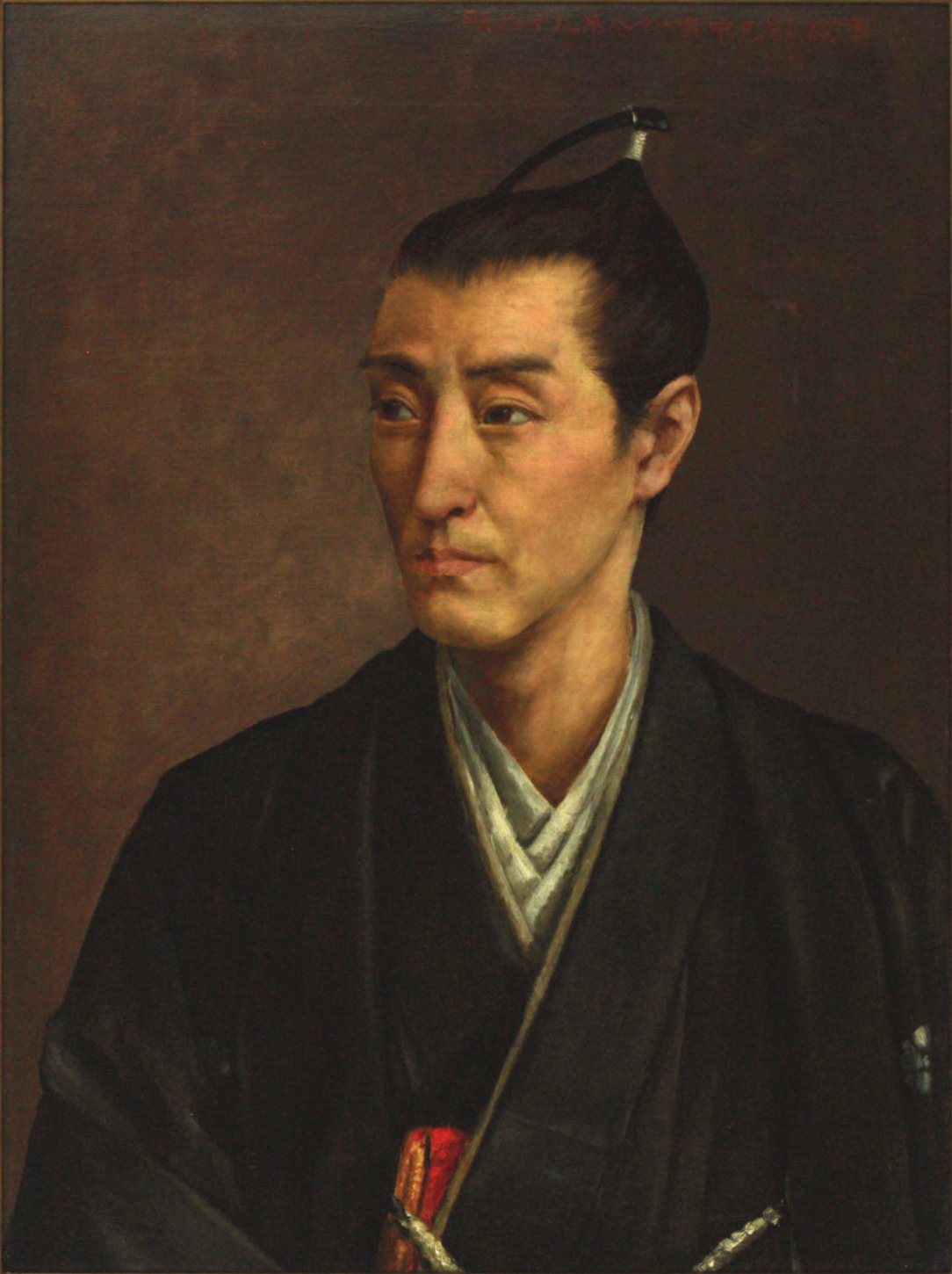
Porträt von Hiraga Genai

Hiraga Gennai (jap. 平賀 源内, auch: 風来 山人, Fūrai Sanjin; * 1728 in der Präfektur Kagawa auf Shikoku; † 24. Januar 1780) war ein japanischer Gelehrter, Erfinder und Schriftsteller.

## Leben

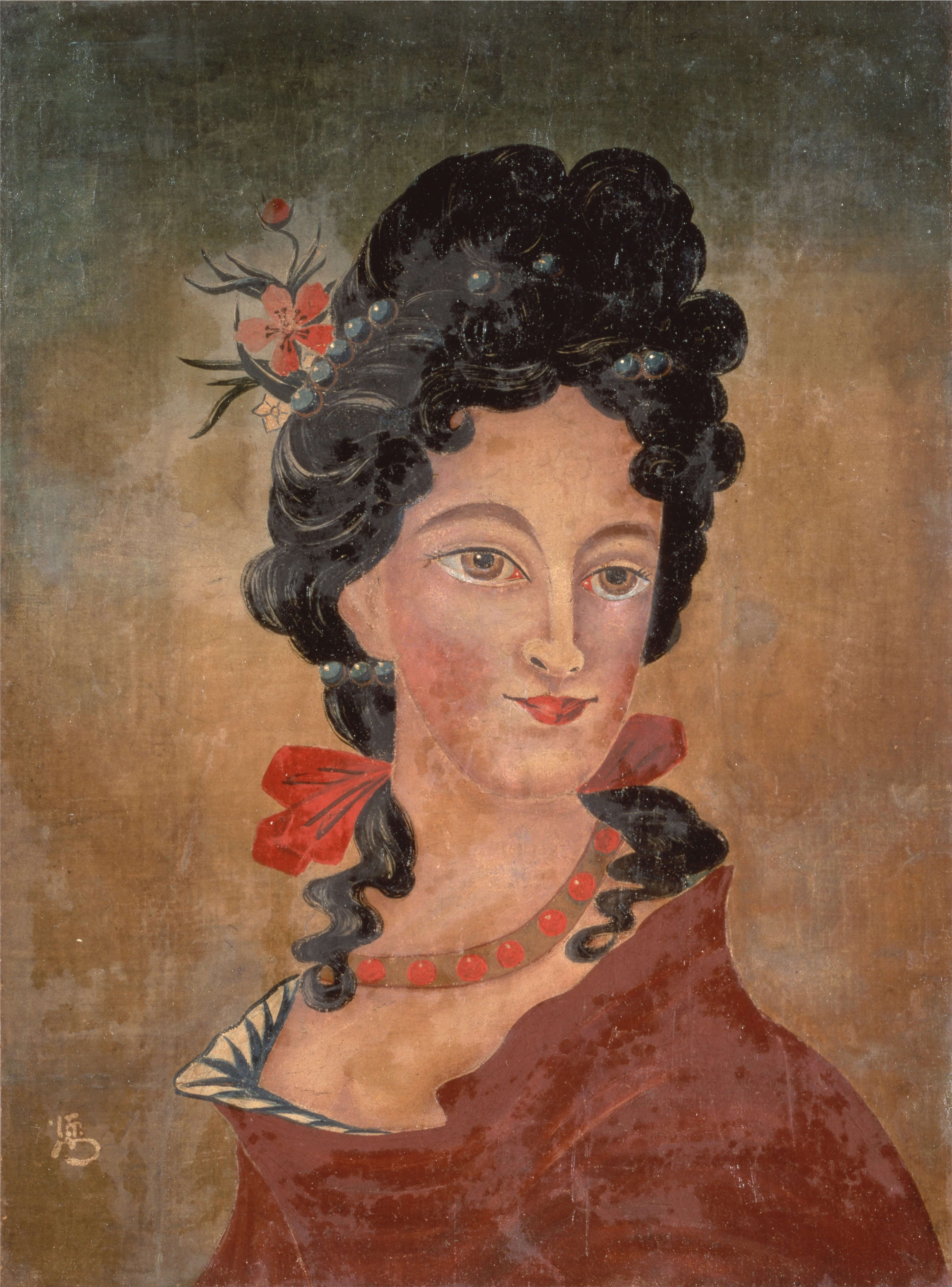
Frauenbild (Stadtmuseum Kōbe)

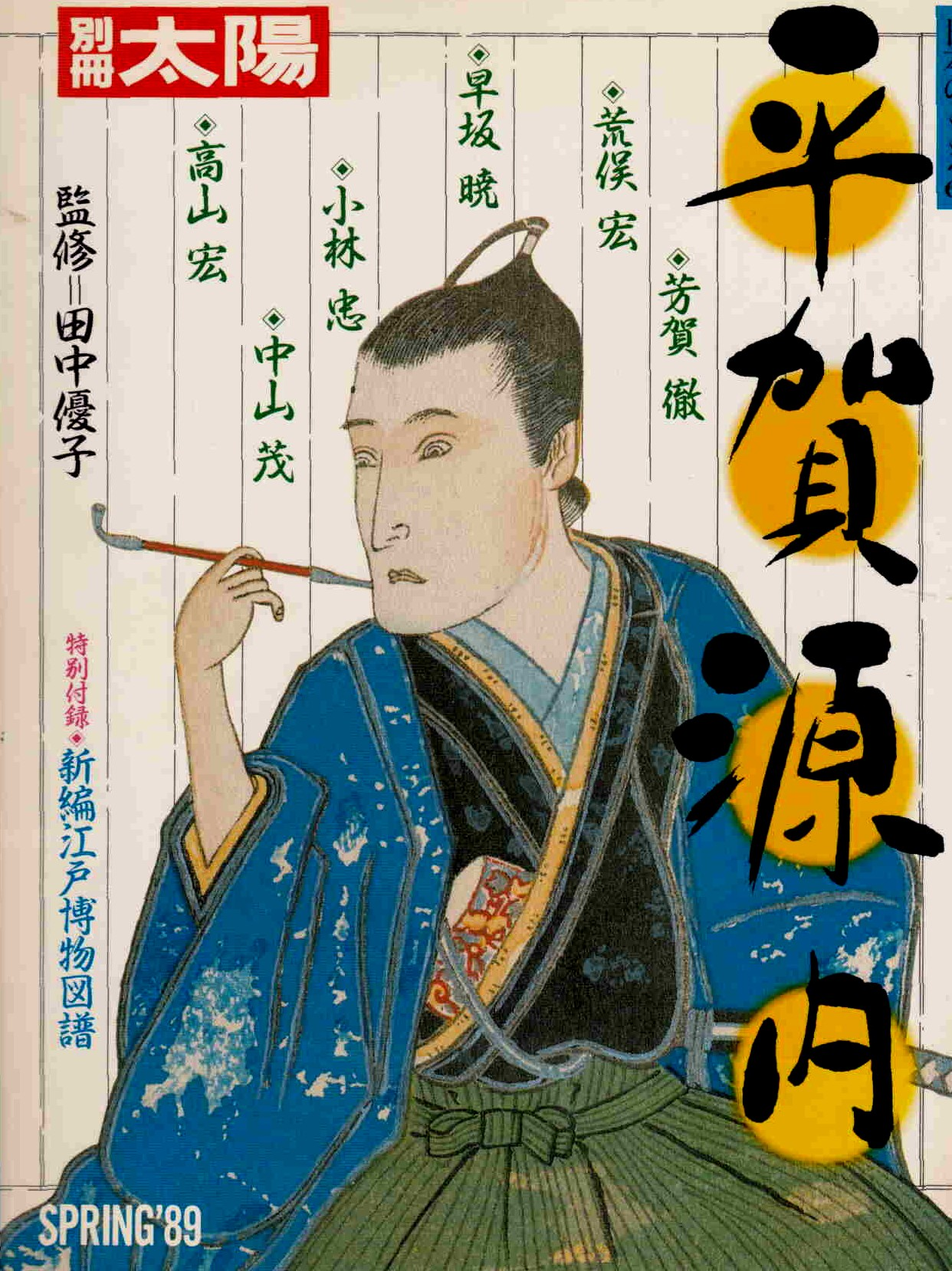
Hiraga Gennai

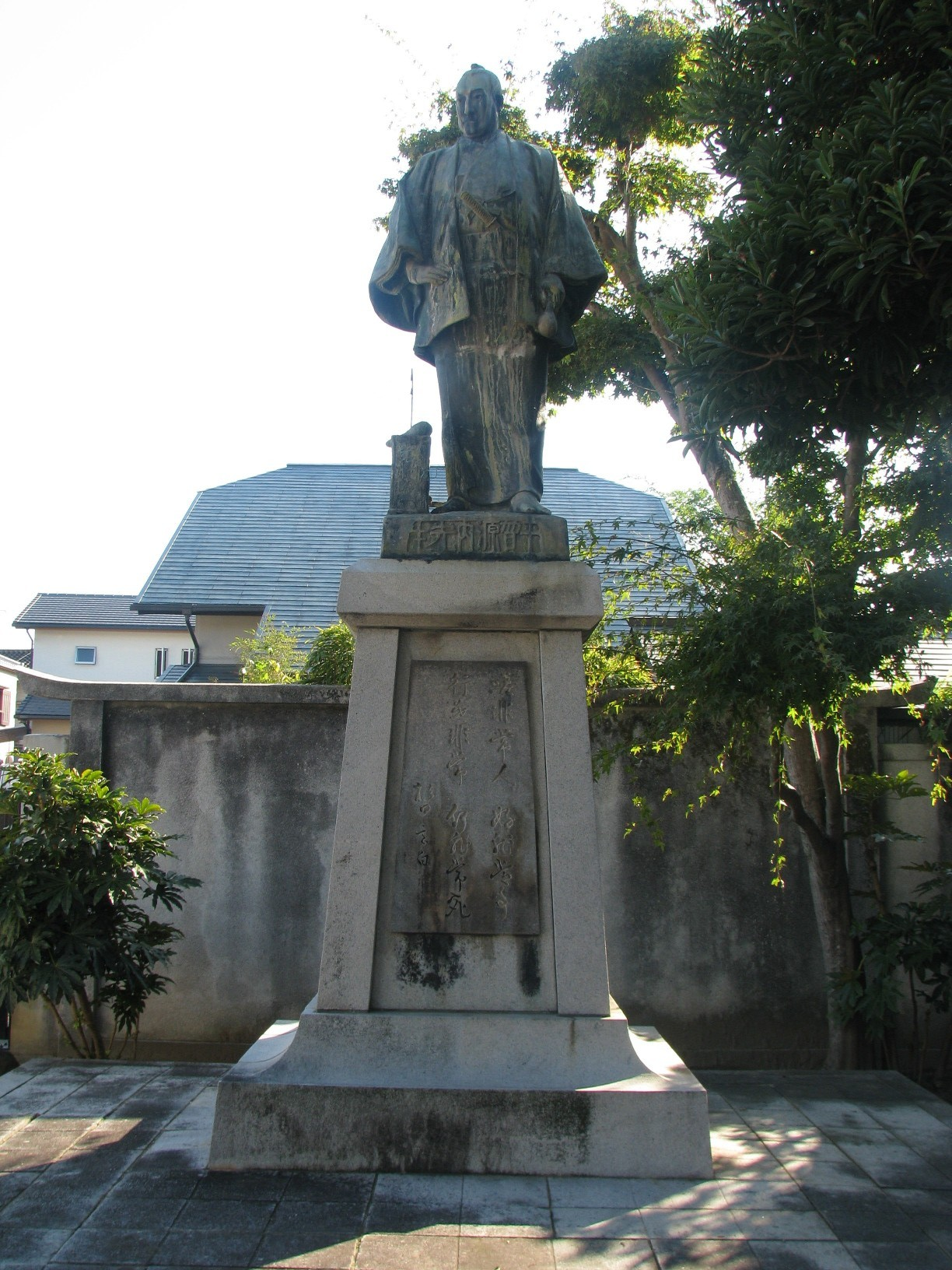
Hiraga Gennai (Shido)

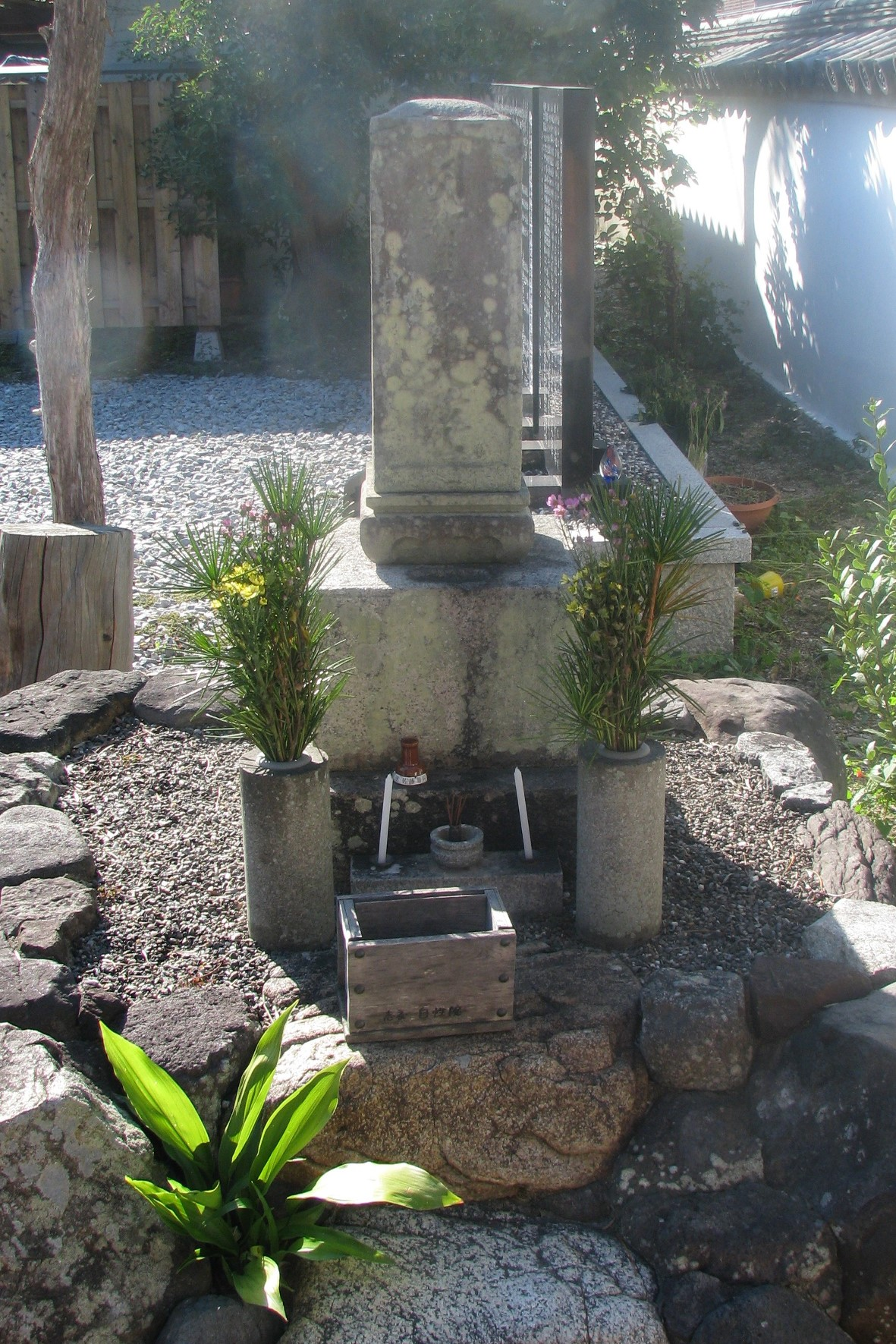
Gennais Grab vor dem Shido-ji

Hiraga, der schon als Schüler hohe Begabung zeigte, wurde 1744 vom Fürsten Matsudaira Yoritaka von Takamatsu als Kräuterkundler eingestellt und 1752 nach Nagasaki entsandt, wo er den pharmazeutischen Gebrauch von Tieren, Pflanzen und Mineralien studierte. 1754 ging er nach Edo und studierte dort Pflanzenmedizin bei dem Botaniker Tamura Ransui. 1763 erschien sein sechsbändiges pharmakologisches Werk Butsurui hinshitsu (物類品隲).
Über Sugita Genpaku kam er mit den sogenannten holländischen Studien (Rangaku), der Erschließung der zeitgenössischen abendländischen Wissenschaft, in Kontakt. Vielseitig interessiert befasste er sich mit dem medizinischen Einsatz der Elektrizität und der Klassifizierung der Pflanzen nach den Lehrern der Materia medica und erfand u. a. ein Thermometer, eine Technik zur Herstellung von Keramik, zusammen mit Nakagawa Jun’an, feuerfeste Decken aus Asbest und anderes. Ihm gelang es, aus einem von den Holländern in Nagasaki überlassenen defekten Gerät, einem elektrostatischen Spannungsgenerator, 1777 ein arbeitsfähiges Gerät zu machen.
Hiraga, von dem Gemälde im westlichen Stil überliefert sind, brachte dem Daimyō von Akita, Satake Yoshiatsu (佐竹 義敦), das Malen bei, als er von diesem gerufen wurde, um die Erzgruben dort zu entwässern. Zusammen mit einem Untergebenen, Odano Naotake (小田野 直武), wurde Shōzan so zum Begründer der Akita-Schule (Akita-ha) des Ranga (蘭画, Malerei im westlich-orientierten Stil).
Hiraga veröffentlichte die satirischen Romane Nenashigusa (根南志具佐) und Fūryū Shidōken-den (風流志道軒伝, 1763) und die selbstironischen humoristischen Essays Hō-hi ron, Hō-hi ron kōhen (放屁論, 放屁論後編, zwei „Diskurse über den Furz“). Da ihm in Japan die Anerkennung seiner Leistungen weitgehend verwehrt blieb, hatte Hiraga zunehmend psychische Probleme. Er tötete 1779 in einem Anfall von Wahnsinn einen Schüler und starb 1780 im Gefängnis.
In seinem Heimatort Shido Präfektur Kagawa existiert noch sein Wohnhaus mit Kräutergarten, daneben steht sein Denkmal. Weiter gibt es ein Hiraga-Gennai-Museum in dem Ort. 2003 wurde ein Asteroid nach ihm benannt: (8144) Hiragagennai.